# Meruelo
Meruelo est une ville espagnole située dans la communauté autonome de Cantabrie.